# Karatshar
Karatshar fou un príncep timúrida, fill de Suyurghatmish, net de Xah-Rukh i besnet de Tamerlà. El 1443 o 1449 el seu germà Sultan Masud Mirza fou deposat del govern de Kabul i Karatshar el va substituir. A la mort de Xah-Rukh els enfrontaments entre prínceps li van permetre conservar el poder però el 1351 o 1352 Babur Mirza es va apoderar dels seus dominis; a la mort de Babur el 1357 els va recuperar i els va conservar declarant-se vassall d'Abu Saïd; el 1461 Abu Saïd finalment va cedir Kabul i el Zabulistan al seu fill Mughith al-Din Ulugh Beg Mirza (conegut com a Ulugh Beg II o Ulugh Beg Mirza).